# 田村ツトム
田村 ツトム（たむら つとむ、1973年12月20日 - ）は日本の俳優。本名は田村勤。2000年代初頭までは「田村ツトム」ではなく「田村勤」として活動していた。
大阪府出身、趣味は野球・音楽観賞、釣り・家庭菜園・DIY・アクアリウム・アウトドア・居酒屋巡り。
2021年12月まで松竹芸能に所属していたが、現在はフリーで活動している。

## 出演

### 映画
- 夾竹桃の夏（2005年・文部科学省選定(青年向・成人向)[5]） - 愛美の恋人・潔
- ゲゲゲの鬼太郎（2007年） - 若手の刑事
- 武士の家計簿（2010年） - 竹中権太夫
- 僕達急行 A列車で行こう（2012年）- ソニックフーズの工場長
- 武士の献立（2013年12月14日公開）[6]
- ありえなさ過ぎる女～被告人よしえ～（2017年） - 裁判長
- のみとり侍（2018年5月18日公開）[7]
- ソワレ（2020年8月28日公開）- 警察官
- ある家族（2021年7月30日） - 益田大介[8]
- みちくさ〜天国に一番遠い場所〜（2023年） - いちの父親[9]
- WILD BOYS （2024年5月14日、カンヌ国際映画祭で公開）[10]- マモルの父親[11]
- 侍タイムスリッパー（2024年8月17日、未来映画社） - 錦京太郎（心配無用ノ介）
- 港に灯がともる（2025年）

### 舞台
- PM／飛ぶ教室　第18回公演「前髪に虹がかかった」（2002年4月）[12]
- PM／飛ぶ教室　第23回公演「ゴースト・オブ・ア・チャンス」（2005年11月～12月）[13][14]
- 浪花人情紙風船団　第7回公演「負けてもイギョラ」（2007年6月28日～7月1日、ワッハホール）
- 浪花人情紙風船団　第8回公演「『夫婦善哉』より　蝶子」（2008年11月21日～24日、5upよしもと）-蝶子の弟・信一[15]
- 浪花人情紙風船団　ペーパーバルーン公演SHOOT.3「CABARET～極楽行きキャバレーへようこそ～」（2009年5月28日～31日、ワッハホール）[16][17]
- 春やすこ  弟二回 Spring has come公演 (蝿取り紙)（2009年7月30日～31日、3回公演、心斎橋そごう劇場）[18]
- 噺劇一座　旗揚げ公演[19]（2011年10月7日～10日、7回公演、道頓堀ZAZA）[20][21]
- 浪花人情紙風船団　第12回公演「屋上の女達　その貳　〜なんやこれ！？〜」[22]（2012年4月25日～29日、道頓堀ZAZA）
- 浪花人情紙風船団　第13回公演「ちらりほらり」（2013年8月2日～4日、ドーンセンター）
- 噺劇一座　第6回公演（2013年12月13日～15日、道頓堀ZAZA）[23]
- 道頓堀喜劇祭り「一姫二太郎三かぼちゃ」「大阪下町物語（裏町の友情より）」（2014年2月7日～16日、大阪松竹座）
- 浪花人情紙風船団　第14回公演「ブルーシートのぬくもり」（2014年4月10日～13日、近鉄アート館）
- 道頓堀パラダイス〜夢の道頓堀レビュー誕生物語〜（2014年9月13日～24日、大阪松竹座）
- 噺劇一座　第8回公演（2014年12月12日～14日、6回公演、道頓堀ZAZA）[24]
- 浪花人情紙風船団　第15回公演「天空からの応援歌」（2015年4月9日～12日、近鉄アート館）[25]
- 浪花人情紙風船団　第16回公演「まちあいしつであいましょう」（2016年4月7日～10日、7回公演、近鉄アート館）[26]
- 浪花人情紙風船団　第17回公演「てん、てこ、まい。～芸人長屋は、春爛漫～」（2017年4月6日～9日、7回公演、近鉄アート館）[27]
- 春やすこ芸能生活40周年記念公演（2016年12月3日～4日、2回公演、道頓堀角座）[28]
- 泣いたらアカンで通天閣（2018年2月1日～10日、大阪松竹座）[29][30]
- 浪花人情紙風船団　第18回公演「不思議な、な。」（2018年4月12日～15日、7回公演、近鉄アート館）[31]
- 浪花人情紙風船団　第19回公演「センセおしえごノーリターン！」（2019年4月12日～14日、近鉄アート館）
- 熊谷真実一座旗揚げ公演（2019年5月5日～27日、19回公演、鹿児島・熊本・佐世保・長崎・福岡・大分・周南・広島・岡山・福山・松山・高松・徳島・神戸・和歌山・名古屋・静岡・大津・大阪）[32][33]
- 大阪環状線 ～君の歌声が聴きたくて1985～（2019年12月13日～25日、大阪松竹座）
- なにわ夫婦八景　米朝・絹子とおもろい弟子たち（2020年2月1日～2月16日、大阪松竹座）
- 大阪環状線 大正駅編 〜愛のエイサー プロポーズ大作戦〜（2021年12月11日～25日、大阪松竹座）
- 劇団てんこもり第13回公演　「ゴールドラッシュ・ラプソディー」[34]（2023年6月3日～4日、4回公演、道頓堀ZAZA HOUSE）
- 朗読劇「マザー」（2023年7月7～8日、芦屋ルナ・ホール）[35][36]
- ちんぷんかんぷん劇場　旗揚げ公演　第1部  現代劇「60秒の奇跡」（2023年9月9日～10日、クレオ大阪中央）
- 朗読劇「マザー」（2023年9月17日、クレオ大阪東）[37]
- 浪花人情紙風船団　第20回公演　「虚々実々」〜嘘か誠か、誠か嘘か？〜（2023年12月15日～17日、近鉄アート館）
- 浪花人情紙風船団　第25回さよなら公演「朝焼け旅立ち　ヨヨイのヨイ！」（2024年12月6～8日、近鉄アート館）
- 松竹新喜劇 陽春公演「二階の奥さん」「人生双六」[38][39][40][41] - 浜本啓一（2025年4月19～27日、大阪松竹座）
- 朗読劇「マザー」（2025年5月10～11日、全3回公演、宝塚市立文化施設ソリオホール）-近藤牧師ほか[42]
- （予定）松竹創業130周年「大阪は踊る！」（2025年10月4日～12日、14回公演、大阪松竹座）- イケメン評論家・河本渉[43]

### テレビドラマ
- 連続テレビ小説（NHK）
  - 走らんか！（1995年）[44]　※俳優デビュー作
  - ふたりっ子（1996年）
  - オードリー（2000年）
  - 芋たこなんきん（2006年） - 昌江の婚約者・松本富雄
  - だんだん（第14週、第16週、第17週）[45]　（2008年） - 京阪ラジオのディレクター・相沢一郎[46][47]
  - おちょやん（2020年、第5週21話） - 老舗呉服店 "染谷" の若旦那[48]
  - 舞いあがれ!（2022年）第21週 [49][50]- 穂積
- 古都の恋歌（1997年、MBS）
- 命賭けて～あなたは我が子を守れるか!?（1998年、MBS）
- いのちの現場から・5（1998年、MBS）
- 新・部長刑事　アーバンポリス24 第53回（2000年、ABC）
- 京都マル秘仕事人（テレビ朝日） - 草野慎平
  - 京都マル秘仕事人1（2001年）
  - 京都マル秘仕事人2　５億円古美術鑑定士殺人事件（2002年）
- ひとりじゃないの（2001年、MBS）
- 壬生義士伝 第四部「新選組の最期 鳥羽伏見から五稜郭へ 親子の絆」（2002年1月、テレビ東京）
- 水戸黄門 第30部第12話（2002年４月１日放送）
- 京都祇園入り婿刑事事件簿 ９（2002年5月3日放送、フジテレビ） - 薫の元婚約者・梅渓真一[51]
- 水戸黄門 第31部第１話（2002年10月14日放送）
- 龍馬がゆく（2004年、テレビ朝日）
- ドラマ「食べたい」（第１話）チェリー　双子の対決（2004年3月18日、KTV）[52]
- 痛快エブリデイを抹殺せよ!?（2004年3月21日、KTV）[53]
- 天使のココロ（2004年10月、YTV）[54]
- 忠臣蔵　瑤泉院の陰謀　第一部　刃傷・松の廊下（2007年1月2日、テレビ東京）[55]
- 天才刑事・野呂盆六　第1作（2007年6月9日、テレビ朝日） - 楢生のサイン会の関係者[56]
- なんこめ満腹物語（2007年6月29日、ABC）[57][58]
- 鞍馬天狗　第7話「角兵衛獅子・前編」（2008年2月28日、NHK）[59][60]
- ジャッジII〜島の裁判官奮闘記（2008年、NHK） - 陣義雄
- 水戸黄門 第39部 第8回（2008年12月1日放送）[61]
- 唐招提寺1200年の謎（2009年11月3日放送、TBS）[62]
- 大仏開眼（2010年、NHK） - 藤原麻呂
- 遺品整理人 谷崎藍子（2011年、TBS） - 刑事
- タイトロープの女（2012年、NHK） - 大柴毅
- 高橋留美子劇場（2012年7月1日、BSプレミアム）[63]
- 破門（疫病神シリーズ）（2015年、BSスカパー）第1話 - 野舟越建設営業課長・野口拓也
- 大江戸捜査網2015～隠密同心、江戸を斬る！第3話（2015年、テレビ東京）-花火師・新助
- 名探偵キャサリン（2015年、テレビ朝日） - 刑事・田村
- 赤かぶ検事奮戦記　第5作「京都転勤編」（2015年、TBS） - テレビ局の報道記者・緒方
- 大阪環状線　ひと駅ごとの愛物語　Part2（Station.2）弁天町駅　船出の母（2017年1月24日、関西テレビ放送）[64]-アーティスト
- 欠点だらけの刑事　第1話（2018年2月4日、テレビ朝日） - 桐山（鹿間署の刑事）
- 池波正太郎時代劇「光と影」（第十話）谷中・首ふり坂（2019年2月13日、BSジャパン）
- くノ一忍法帖 蛍火（2018年、BSジャパン） - 天龍
- 必殺仕事人2019（2019年3月10日、テレビ朝日）
- 愛しのナニワ飯（2019年、テレビ大阪） - 小柴プロデューサー[65]
- 閻魔堂沙羅の推理奇譚（2020年、NHK）第2話 - 教師・駒野秀明
- 桶狭間 OKEHAZAMA〜織田信長〜（2021年、フジテレビ） - 蜂屋頼隆
- 忠臣蔵狂詩曲No.5 中村仲蔵 出世階段（2021年12月、NHK BS、BS4K）[66]
- 正月時代劇「幕末相棒伝」（2022年1月3日、HNK）[67]
- 必殺仕事人2023（2023年12月29日、テレビ朝日）[68]
- BS時代劇「雲霧仁左衛門ファイナル」第4話（2025年、NHK）-甲府の博徒

### 配信ドラマ
- U-NEXTオリジナルシリーズ『欲望の街』No.1 報復への道（2023年）[69]　-経営統括部部長・佐々木徹[70]

### Vシネマ
- 跋扈妖怪伝 牙吉　第二部（2004年）-鏡四郎（青坊主）[71][72]

### ラジオドラマ
- 小松重男時代短編集（1998年11月8日、NHKラジオ第1放送）[73]

### ラジオ
- みんなのあま咲き放送局82.0MHz「チャチャチャチャちゃちゃっと井之上チャルです」（2024年11月7日）[74]
- ラジオカロスサッポロ「水曜トワイライトStyle」（2024年12月4日）[75]
- みんなのあま咲き放送局82.0MHz「チャチャチャチャちゃちゃっと井之上チャルです」（2024年12月9日）[76]
- みんなのあま咲き放送局82.0MHz「チャチャチャチャちゃちゃっと井之上チャルです」（2025年1月21日）[77]
- みんなのあま咲き放送局82.0MHz「チャチャチャチャちゃちゃっと井之上チャルです」（2025年2月18日）[78]
- FM COCOLO「THE MAGNIFICENT FRIDAY」（2025年3月14日）[79]
- みんなのあま咲き放送局82.0MHz「チャチャチャチャちゃちゃっと井之上チャルです」（2025年3月25日）[80]
- NHK「関西ラジオワイド」（2025年4月4日）関西 時の人[81]
- MBSラジオ「松井愛のすこ~し愛して♡｜ MBSラジオ AM1179 FM90.6」（2025年4月7日）
- みんなのあま咲き放送局82.0MHz「チャチャチャチャちゃちゃっと井之上チャルです」（2025年4月28日）[82]
- みんなのあま咲き放送局82.0MHz「チャチャチャチャちゃちゃっと井之上チャルです」（2025年5月19日）[83]

### ＣＭ
- 新星和不動産（2006年4月～2007年3月）[84]

### その他
- 年末特別ライブ！！『松竹ネタチャンプ2015　エントリー大会①～何でもありで一番決めたらぁ！～』（2015年12月10日、道頓堀角座）-MC[85]
- 年末特別ライブ！！『松竹ネタチャンプ2015　エントリー大会②～何でもありで一番決めたらぁ！～』（2015年12月13日、道頓堀角座）-MC[86]
- 子どもとお出かけ情報サイト・いこーよ「親子でVR体験デビュー！面白さを徹底紹介」[87][88]
- わかりやすいゴミ分別啓発動画「必分（ひつわけ）！ごみ分別人」【姫路市】[89]（2020年5月29日公開）-粗大ゴミの総司
- ひめじ動画チャンネル　姫路市 COOL CHOICE 啓発動画（Full Ver）（2020年4月2日公開）
- ひめじ動画チャンネル　食品ロス削減啓発動画「サイキックKIKUちゃんのもったいない運動」[90]（2020年12月14日公開）-播磨灘呂助
- 放送芸術学院専門学校「レイルロードの見上げた忘却」（2022年2月9日公開）
- 西宮市公式チャンネル　【ＰＲ】浜風に漂う幕末浪漫～西宮砲台～（2022年6月20日公開）-勝海酔[91]
- 昭和電業株式会社「My Summer Project」（2025年1月15日公開）-カナのパパ[92]
- 奈良県立万葉文化館　【万葉文化館】万葉集魅力発信コンテンツ 大伴家持[93]（2025年4月） -大伴家持

## エピソード
- 2025年1月、映画「侍タイムスリッパー」の劇中劇の主人公（心配無用ノ介）としてアクリルスタンドが発売された。[94][95]
- 2025年3月20日、「侍タイムスリッパー」の撮影地となった油日神社（滋賀県甲賀市）が田村が演じた心配無用ノ介をあしらったオリジナルの御朱印帳（限定品）を扱い始めた。[96][97]
- 田村は「侍タイムスリッパー」の製本された台本をもらったことがなく、安田淳一監督から送られてきたデータを自分でプリントしていた。このことは以前から「侍タイムスリッパー」ファンの間で広く知られていたが、実際、2025年3月21日、GAGA映像事業グループがXで「侍タイムスリッパー」の台本つきのディスクが発売されるとポストすると、田村はそれを引用して「僕、台本持って無いので、買おうかな😄✨」とポストした。[98]　2025年3月30日、MOVIX京都での大規模な舞台挨拶において、安田監督から田村にサプライズで台本が贈呈された。この台本は出演者たちが「寄せ書きのように（田村・談）」サインしたもの。このとき安田淳一監督からは、「毎回、台本ない、台本ないとネタにされているので、あげようかなと」という発言があった。[99]その後、4月5日には田村本人がXで「先日ついに頂いた完成稿の台本です😄出演者の皆さんのサイン入りです😭」と実物の写真入りで投稿した。[100]